# Anthony Pastor
 (octobre 2018).
Si vous disposez d'ouvrages ou d'articles de référence ou si vous connaissez des sites web de qualité traitant du thème abordé ici, merci de compléter l'article en donnant les références utiles à sa vérifiabilité et en les liant à la section « Notes et références ».
Pour les articles homonymes, voir Pastor.
Anthony Pastor est un auteur de bande dessinée français, né en 1973.

## Biographie
Anthony Pastor a étudié les arts plastiques à l'Université Paris 8 avant de faire l'École nationale supérieure des Arts décoratifs de Paris. Il travaille essentiellement dans le milieu du théâtre pendant dix ans. Son premier livre, Ice Cream, paraît à L'An 2 en 2006. Il publie ensuite Hotel Koral en 2008 et Las Rosas en 2010.

## Œuvres
- Ice Cream, Éditions de l'An 2, 2006  (ISBN 2-84856-059-2)
- Hotel Koral, Éditions de l'An 2, 2008  (ISBN 978-2-7427-7328-2)
- Las Rosas, Actes Sud - L'An 2, 2010  (ISBN 978-2-7427-8720-3)
- Castilla Drive, Actes Sud - L'An 2, 2012  (ISBN 978-2-330-00507-8)
- Bonbons atomiques, Actes Sud - L'An 2, 2014  (ISBN 978-2-330-02819-0)
- Le Sentier des reines, Casterman

1. Le Sentier des reines[1], 2015  (ISBN 978-2-203-09452-9)
2. La Vallée du diable[2], 2017  (ISBN 978-2-203-11656-6)

- No War, Casterman

1. Tome 1[3], 2019  (ISBN 978-2-203-15800-9)
2. Tome 2[4], 2019  (ISBN 978-2-203-04739-6)
3. Tome 3, 2016  (ISBN 978-2-203-03049-7)

## Prix et distinctions
- Las Rosas figurait dans la sélection officielle du Festival d'Angoulême 2011.
- Castilla Drive figurait dans la sélection Polar du Festival d'Angoulême 2013.